# یوزف یلینک (بازیکن فوتبال، زاده ۱۹۰۲)
یوزف یلینک (چکی: Josef Jelínek; ۲۷ مارس ۱۹۰۲ – ۱۰ ژانویهٔ ۱۹۷۳) بازیکن فوتبال اهل چکسلواکی بود.
از باشگاه‌هایی که در آن بازی کرده‌است می‌توان به باشگاه فوتبال ویکتوریا ژیژکوف اشاره کرد.
وی همچنین در تیم ملی فوتبال چکسلواکی بازی کرده‌است.